# Vitré (Deux-Sèvres)
Vitré foi uma comuna francesa na região administrativa da Nova Aquitânia, no departamento de Deux-Sèvres. Estendia-se por uma área de 9,87 km². Em 2010 a comuna tinha 532 habitantes (densidade: 53,9 hab./km²).
Em 1 de janeiro de 2013, passou a formar parte da nova comuna de Beaussais-Vitré.